# Балькарсе (муниципалитет)
Муниципалитет Балькарсе  (исп. Partido de Balcarce) — муниципалитет в Аргентине в составе провинции Буэнос-Айрес.
Территория — 4120 км². Население — 43 823 человек. Плотность населения — 10,63 чел./км².
Административный центр — Балькарсе.

## История
Муниципалитет был основан 31 августа 1865 года.
В начале XX века разработка каменоломен в Лос-Пинос вызвала приток иммигрантов из Европы. Среди них распространялись идеи анархизма, что привело к забастовкам 1913 года, жестоко подавленным.

## География
Муниципалитет расположен на юго-востоке провинции Буэнос-Айрес.
Муниципалитет граничит:
- на севере — с муниципалитетом Аякучо
- на востоке — с муниципалитетом Мар-Чикита
- на юго-востоке — с муниципалитетом Хенераль-Пуэйредон
- на юге — с муниципалитетом Хенераль-Альварадо
- на западе — с муниципалитетом Лоберия
- на северо-западе — c муниципалитетом Тандиль

## Важнейшие населённые пункты[3]
| №  | Населённый пункт      | Населённый пункт (исп.) | Категория | Население чел. (2010) | На карте                        |
| -- | --------------------- | ----------------------- | --------- | --------------------- | ------------------------------- |
| 1. | Балькарсе             | Balcarce                | город     | 38 376                | 37°51′08″ ю. ш. 58°15′13″ з. д. |
| 2. | Сан-Агустин           | San Agustín             | посёлок   | 498                   | 38°00′48″ ю. ш. 58°21′20″ з. д. |
| 3. | Напалеофу             | Napaleofú               | посёлок   | 374                   | 37°37′23″ ю. ш. 58°44′50″ з. д. |
| 4. | Лос-Пинос             | Los Pinos               | посёлок   | 337                   | 37°56′22″ ю. ш. 58°19′15″ з. д. |
| 5. | Вилья-Лагуна-Ла-Брава | Villa Laguna La Brava   | посёлок   | 115                   | 37°51′43″ ю. ш. 57°58′49″ з. д. |
| 6. | Рамос-Отеро           | Ramos Otero             | посёлок   | 95                    | 37°32′29″ ю. ш. 58°20′24″ з. д. |